# Jonathan Kalé
Jonathan Kalé, né le 18 octobre 1985, à Boston, dans le Massachusetts, est un joueur américano-ivoirien de basket-ball. Il évolue au poste de pivot.

## Palmarès
- Finaliste du championnat d'Afrique 2009